# Paraplatypeza velutina
Paraplatypeza velutina är en tvåvingeart som först beskrevs av Friedrich Hermann Loew 1866.  Paraplatypeza velutina ingår i släktet Paraplatypeza och familjen svampflugor. Inga underarter finns listade i Catalogue of Life.